# FC Stollberg
Der FC Stollberg ist ein deutscher Fußballclub aus Stollberg/Erzgeb. Heimstätte des Clubs ist das Glückauf-Stadion, das 1.000 Zuschauern Platz bietet.

## Verein

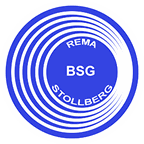
Historisches Logo der BSG REMA

Der FC Stollberg hat seinen Ursprung im Stollberger SC, der am 22. Juli 1913 gegründet wurde. Er nahm 1920 den Namen SC Sturm Stollberg an. Sportlich spielte Stollberg bis 1945 keine Rolle, die Fußballmannschaften blieben auch in den 1930er-Jahren stets unter der Ebene der Gauliga Sachsen.
1945 wurde der Club aufgelöst und als SG Stollberg neu gegründet. Deren Fußballmannschaft beteiligte sich 1948/49 an der Meisterschaft des Fußballbezirkes Chemnitz (Platz 11). Ab 1949 fanden im Zusammenhang mit der Gründung von Betriebssportgemeinschaften und den wechselnden Trägerbetrieben zahlreiche Umbenennungen statt: 1949 BSG „Alfred Kempe“ Stollberg, 1950 BSG Aeskulap Stollberg und 1952 mit der Übernahme durch die SDAG Wismut BSG Wismut Stollberg. 1958 stieg Wismut Stollberg erstmals in die damals viertklassige Bezirksliga Karl-Marx-Stadt auf, in der die BSG bis 1982 insgesamt 25 Spielzeiten vertreten war. Beste Platzierung war die 1972 errungene Vizemeisterschaft, in der die Erzgebirger nur knapp an der zweiten Vertretung des FC Karl-Marx-Stadt scheiterten. In der Bezirksliga spielte die ab 1963 erneut umbenannte TSG Stollberg zumeist in vorderen Tabellenregionen mit, scheiterte am Aufstieg zur DDR-Liga aber jeweils an Ascota Karl-Marx-Stadt, Germania Karl-Marx-Stadt sowie Aufbau Krumhermersdorf.
Größter Erfolg der Vereinsgeschichte des FC Stollberg ist der 1971 gewonnene Bezirkspokal, durch den sich die Stollberger zum zweiten Mal nach 1949 für die erste Hauptrunde des FDGB-Pokal-Wettbewerbes qualifizieren konnte. Gegen die zweite Vertretung der SG Dynamo Dresden schieden die Stollberger nach einer 0:1-Niederlage bereits frühzeitig aus. Ab 1982 wechselten wieder die Trägerbetriebe, sodass die Stollberger nacheinander als BSG REMA Stollberg (1982–1989) sowie als  BSG Robotron Stollberg (1989–1990) antraten.
Nach dem Wegfall der Trägerbetriebe infolge der deutschen Wiedervereinigung erfolgte 1990 die Neugründung als TSG Stollberg. 1995 spaltete sich die Fußballabteilung von der TSG ab und gründete einen eigenen Verein namens FC Glückauf Stollberg, der 2004 in FC Stollberg umbenannt wurde. Stollberg spielte häufig er in der siebentklassigen Bezirksliga, so ab 2008. In der Saison 2012/13 gelang dem Verein der Aufstieg in die Sachsenliga, dem der sofortige Wiederabstieg folgte.

## Statistik
- Teilnahme FDGB-Pokal: 1949/50, 1971/72
- Teilnahme Bezirksliga Karl-Marx-Stadt: 1959 bis 1981/82

## Personen von besonderer Bedeutung
- Sven Beuckert
- Tommy Käßemodel
- Mirko Reichel
- Daniel Rupf
- Jörg Weißflog